# هوموسیستئین
هوموسیستئین (به انگلیسی: Homocysteine) یا به اختصار (Hcy)، با فرمول شیمیایی C4H9NO2S یک سایتوکاین ضدالتهابی با ترکیب شیمیایی و شناسه پاب‌کم ۶۵۷۷ است؛ که جرم مولی آن ۱۳۵٫۱۸ گرم بر مول می‌باشد.

## سنتز هموسیستئین
هموسیستئین یک آمینواسید غیر پروتئینی گوگرددار، است که از متیلاسیون متیونین و سیستئین تولید می‌شود؛ هموسیستئین در رژیم غذایی وجود ندارد؛ و بنابراین، تنها منبع سنتز آن در بدن متیونین موجود در رژیم غذایی می‌باشد.

## هایپرهمو سیستئینمی
هایپر هوموسیستئینمی یا هیپرهموسیستئینمی در نبود بیماری کلیوی، نشان دهنده اختلال در متابولیسم اسید آمینه گوگرددار است که در اثر کمبود ‏ویتامینها (فولات،B12‏ و ‏B6‏) یا نقص ژنتیکی بوجود می‌آید. شواهد اپیدمیولوژیکی نشان می‌دهد که هیپرهموسیستئینمی خفیف با افزایش خطر بیماری آترواسکلروز و موارد سکته مغزی ‏ارتباط دارد؛ هیپرهموسیستئینمی عامل خطر مستقل بیماری‌های عروق کرونر قلب‏ است؛ ‏افزایش دریافت این ویتامینها به صورت مکمل یا افزودن این ویتامینها به مواد غذایی مصرفی می‌تواند به طریق بسیار ارزان موجب کاهش سطح هموسیستئین خون و کاهش خطر ‏بیماریهای قلبی- عروقی گردد.
همچنین، مشخص شده‌است که افزایش سطح پروتئین واکنش‌گر C پیش‌بینی‌کننده‌ای قوی‌تری برای بیماری قلبی و عروقی نسبت به سطوح لیپوپرتئین با چگالی کم، هموسیستئین و اینترلوکین-۶ است؛ و خطر بیماری قلبی و عروقی در افراد با سطوح پروتئین واکنش‌گر C بالاتر از ۳ میلی‌گرم در لیتر در مقایسه با افراد با سطوح پروتئین واکنش‌گر C کمتر از ۱ میلی‌گرم در لیتر، دو برابر بیشتر است.